# Contea di Garfield (Nebraska)
La contea di Garfield (in inglese Garfield County) è una contea dello Stato del Nebraska, negli Stati Uniti. La popolazione al censimento del 2000 era di 1 902 abitanti. Il capoluogo di contea è Burwell.